# Typhlodromus bifurcuta
Typhlodromus bifurcuta är en spindeldjursart som beskrevs av Wu 1983. Typhlodromus bifurcuta ingår i släktet Typhlodromus och familjen Phytoseiidae. Inga underarter finns listade i Catalogue of Life.